# Max Kohl
Max Kohl (* 1881 in Burscheid; † 1976 in Stuttgart) war ein deutscher Unternehmer und Gerechter unter den Völkern.

## Leben und Wirken
Max Kohl kam aus einer Thüringer Familie von Gerbern, Vorfahren arbeiteten seit Mitte des 18. Jahrhunderts in dem Gewerbe. Auch Max Kohl schlug eine entsprechende Laufbahn ein. Bei der Pariser Weltausstellung 1900 gewann er eine Goldmedaille für von ihm entwickelte Gerbtechniken. Bei Ausbruch des Ersten Weltkriegs weigerte er sich als Pazifist, Dienst an der Waffe zu leisten. Ersatzweise übernahm er Sanitätsdienste.
1921 gründete Kohl in Burscheid mit der Kölner Feinleder GmbH eine eigene Gerberei. Daraus entstand später die Colonia Feinleder GmbH. In den 1930er Jahren besaß Kohl weitere Gerbereien in Frankreich und Großbritannien. Bei Ausbruch des Zweiten Weltkriegs besaß er auch eine Lederfabrik im polnischen Białystok. Aufgrund seiner Expertise setzten die Nationalsozialisten Kohl als kommissarischen Leiter einer Lederfabrik in Lemberg ein. Das Unternehmen stellte hauptsächlich Produkte für die Wehrmacht und die SS her. Als Personal wurden Polen zwangsverpflichtet, die größtenteils Juden waren. Diese lebten im Ghetto Lemberg und mussten für jeweils einige Monate in nahegelegenen Betrieben arbeiten. Danach wurden sie in das KZ Belzec überführt.
Kohl war sich der hoffnungslosen Lage seiner Angestellten und der Situation im Ghetto Lemberg bewusst. Um den Arbeitern zu helfen, bot er ihnen zunächst zusätzliche Verdienstmöglichkeiten und Verpflegung. Dadurch geriet er in viele Konflikte mit der Polizei. Als Kohl zu der Erkenntnis gelangte, dass die Nationalsozialisten die Juden ermordeten, versteckte er Juden, die für einen Abtransport vorgesehen waren, im Keller seines Hauses. Dies brachte ihn in Lebensgefahr.
Kohl arbeitete noch als Siebzigjähriger als Berater im Iran.

## Ehrungen
Die von Kohl geretteten polnischen Juden berichteten nach dem Krieg in Israel über dessen Taten. Eliashiv Ben-Horin überreichte Kohl für seine Verdienste 1972 die Yad-Vashem-Medaille und eine Urkunde als Gerechter unter den Völkern. Außerdem pflanzten sie ihm zu Ehren einen Johannisbrotbaum und fertigten eine Gedenktafel an.
Der Rat der Stadt Burscheid entschied im Februar 1982, die Max-Kohl-Straße nach ihrem ehemaligen Einwohner zu benennen.